# بث مباشر (فلم)
بث مباشر فيلم كوميدي مصري من إنتاج سنة 2017. الفيلم من إخراج مرقس عادل، وتأليف طارق رمضان، وإنتاج أحمد بجة، ومن بطولة سامح حسين، ومحسن منصور، ومصطفى عباس، وياسر الطوبجي، وسامية الطرابلسي.

## ملخص القصة
- فارس (سامح حسين) ضابط موقوف عن العمل، يتورط في أحداث تتزايد طوال الليلة التي تقع فيها أحداث الفيلم، وتتزايد الورطة بظهور شخص يصور الأحداث التي يتورط فيها البطل مباشرة، وبثها على السوشيال ميديا والقنوات، وتنجح في تحقيق نسبة مشاهدة عالية جدًا.

## طاقم التمثيل
- سامح حسين
- محسن منصور
- مصطفى عباس
- ياسر الطوبجي
- سامية الطرابلسي
- طاهر أبو ليلة
- أيمن منصور
- شريف مدكور
- إنجي علي
- مراد مكرم
- محسن محي الدين
- خلود سرحان
- عبد الله مشرف
- أحمد طه
- ليلى عز العرب
- حمادة صميدة
- أحمد حلاوة

## الإنتاج
- كتب طارق رمضان قصة الفيلم، وكان الفيلم من إخراج مرقس عادل. المنتج أحمد بجة.